# Ford Corcel
La Ford Corcel fu un'autovettura venduta da Ford in Brasile, Cile e Venezuela.

## Contesto
La Corcel ha origini nella Renault 12. La Willys-Overland costruiva in Brasile anche la Renault Dauphine, ma quando questa società venne comprata dalla Ford alla fine degli anni sessanta, i progetti della Renault 12 che doveva sostituire la Dauphine, vennero ereditati dalla Ford.
Lo stile della Corcel rimase unico fino al 1978. Da questo anno, la nuova serie della berlina Ford, battezzata Corcel II, divenne somigliante alle Escort e Taunus vendute in Europa e Argentina.

## Le serie

### Prima serie: 1968-1978

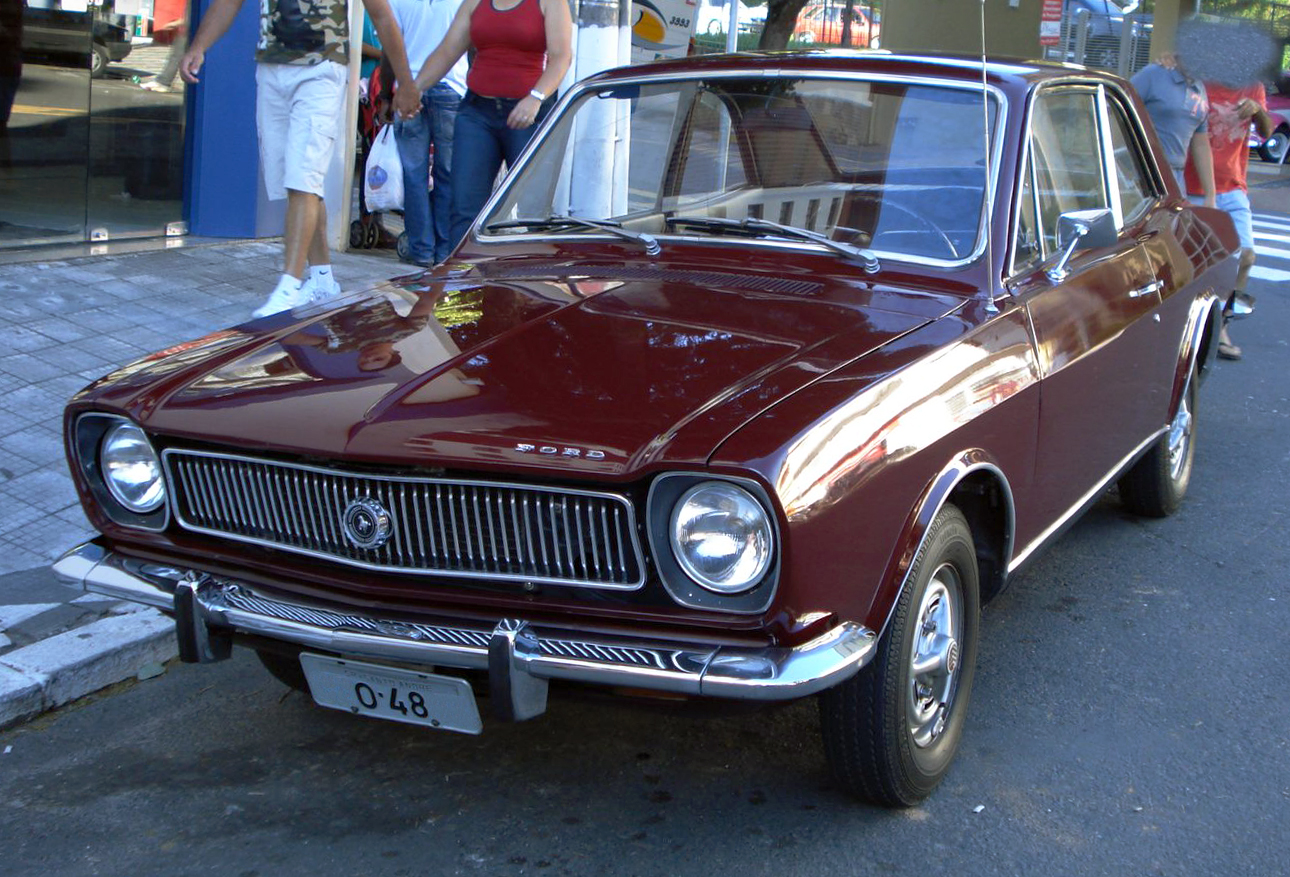
Ford Corcel restyling 1973

Il primo anno di produzione della Ford Corcel fu il 1968; la vettura era equipaggiata con un motore di 1300 cm³, 68 CV (51 kW) raffreddato ad acqua. Venne anche prodotta una versione station wagon della Ford Corcel, la Belina. Successivamente vennero aggiunte in listino le versioni L ("Luxury") e GT. Con il passare degli anni, vennero attuati molti cambiamenti stilistici, con dettagli presi in prestito dalla Ford Maverick.
I facelift della Corcel (un primo nel 1973 e un secondo nel 1975) furono caratterizzati da un look molto aggressivo in contrasto con le linee conservative della prima versione. Tuttavia, la successiva Corcel MKII ebbe un design molto conservativo e orientato per le famiglie.

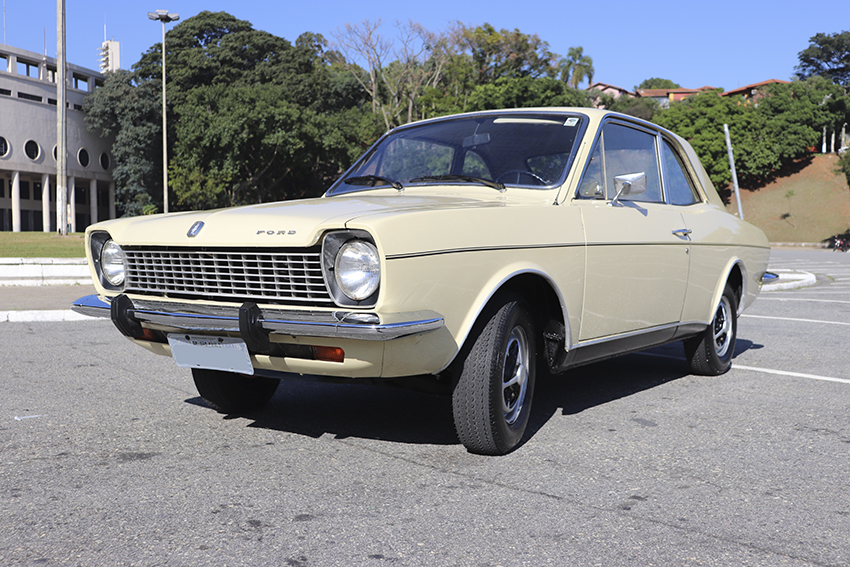
Ford Corcel restyling 1975

Nel 1975 venne aggiunta la motorizzazione 1.4 cm³ da 85 CV (63 kW) con raffreddamento ad acqua e doppio carburatore, il quale era molto facile da modificare per ottenere maggiori potenze. Alcuni negozi vendettero un kit non ufficiale in grado di portare i cavalli a 95 (usando la benzina poco raffinata e con pochi ottani dei paesi sud americani del tempo).
La Corcel GT fu sufficientemente competitiva nella Brasiliana Tarumã, Interlagos e nel campionato rally brasiliano negli anni settanta, grazie alla sua stabilità dovuta alla trazione anteriore e al peso contenuto (920 kg), il quale permise un elevato rapporto peso/potenza. Non fu veloce come la Maverick V8 e la Chevrolet Opala, ma fu capace di battere qualsiasi altra vettura come le Maverick 4 e 6 cilindri e alcune Dodge Charger che si iscrissero all'evento. Tuttavia, questi campionati svelarono che il giunto della trazione anteriore era soggetto a rottura se posto sotto pesante stress.

### Seconda serie: 1978-1986

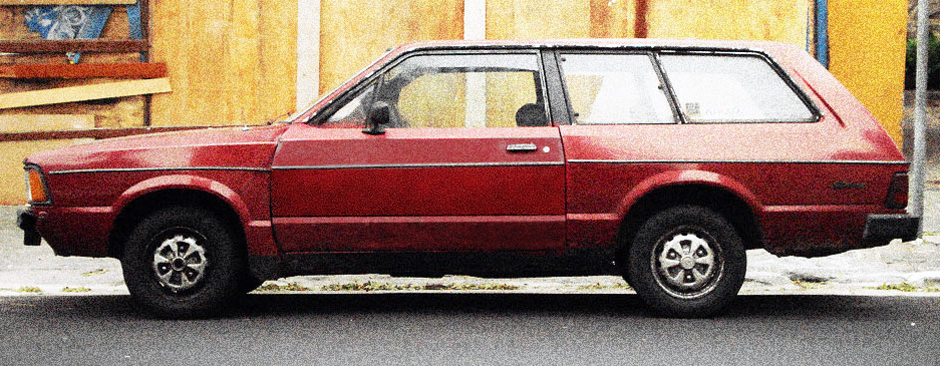
Ford Belina II

Nel 1978, Ford lanciò la Corcel II, con un design completamente nuovo con linee conservatrici. Questi cambiamenti vennero anche applicati alla Belina. La nuova versione fu più pesante (970 kg) della precedente. La Ford Corcel II diede inoltre origine a una versione pick-up chiamata Ford Pampa nel 1982, dotata di trazione integrale.
La Del Rey venne introdotta nel 1981 come versione 3 volumi della Corcel II, e una versione station wagon venne chiamata Ford Scala.
Tutte quante ottennero un leggero facelift nel 1985. Gli interni divennero uguali per tutte le versioni. Esternamente, la Belina e la Scala, che erano la stessa macchina, ma con differenze negli interni e all'esterno, con il facelift divennero identiche. La Belina venne equipaggiata con la trazione integrale, nonostante la poca affidabilità di questa trazione.
Il 1986 fu l'ultimo anno della Corcel. Anche la Belina venne ritirata, mentre rimase al suo posto la gemella Ford Scala.
Il motore della MKII fu un CHT, una versione migliorata del Ventoux usato sulla prima generazione del 1968. Tale motore venne portato a 1555 cm³, ottenne una testa del cilindro ridisegnata, valvole rotative e altri miglioramenti periferici.
Nel 1989, come risultato della joint-venture Autolatina con Volkswagen, il più potente motore AP-1800 (di origine VW) rimpiazzò il 1.6 cm³ sia sulla Del Rey che sulla Belina e in tutti i modelli della Pampa tranne la versione a trazione integrale.
La Del Rey e la Scala vennero ritirate nel 1991, rimpiazzate dalla Ford Versailles e dalla Ford Royale. La Pampa durò fino al 1996, quando Ford introdusse il Ford Courier basato sulla piccola Ford Fiesta Mk2.